# Lentulus-Brief

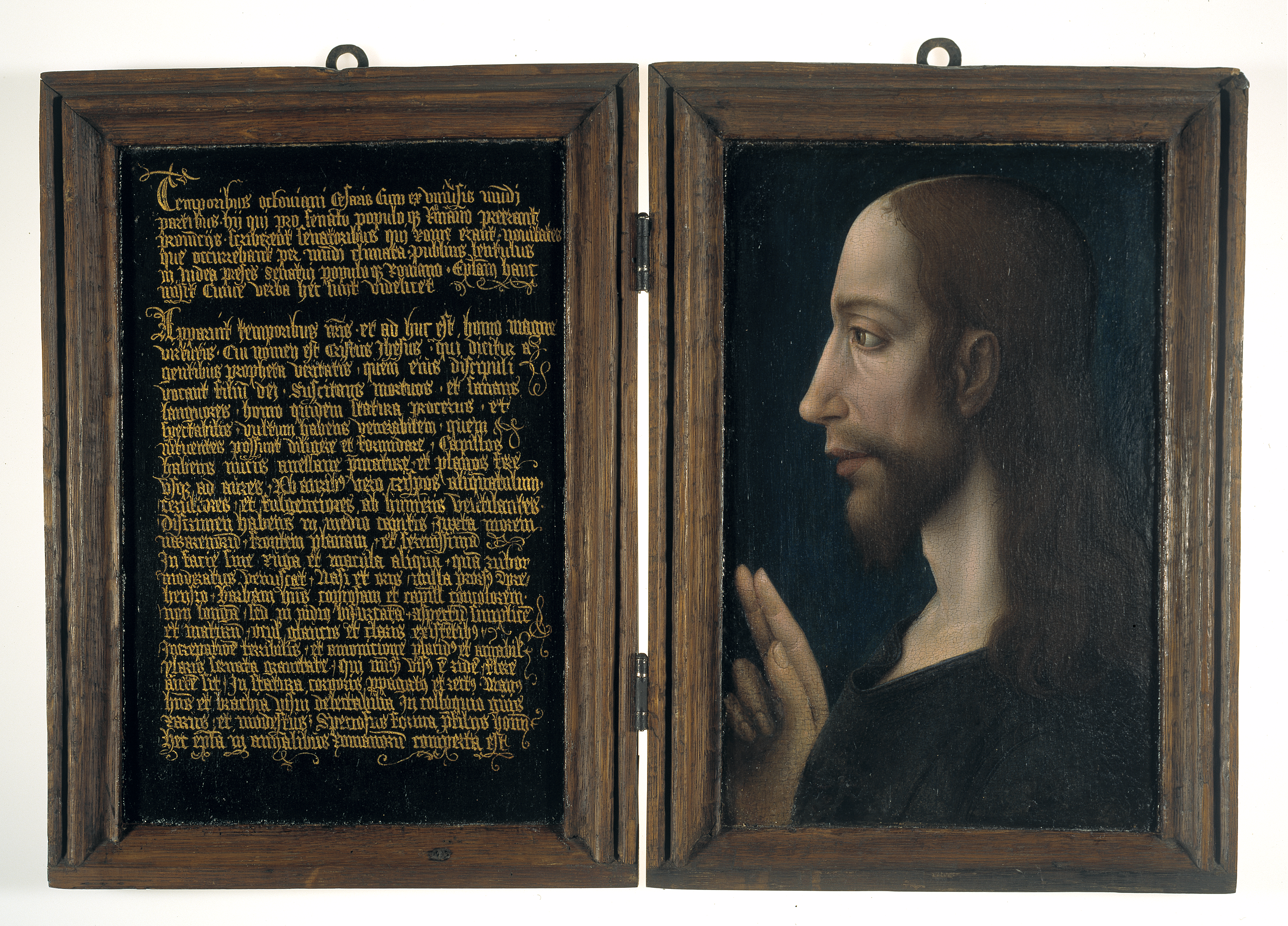
Diptychon mit Lentulusbrief und Christusporträt, zwischen 1490 und 1499. Museum Catharijneconvent, Utrecht.

Laut den Res gestae divi Augusti soll Publius Lentulus der römische Präfekt in Judäa und der unmittelbare Vorgänger von Pontius Pilatus gewesen sein.

## Ursprung und Authentizität
Die Existenz eines römischen Prokurators oder Präfekten in Judäa namens Lentulus gilt als fiktiv, sein Brief als apokryph, da kein judäischer Präfekt namens Lentulus bekannt ist und sich ein solcher zudem nicht an den Senat, sondern an den Caesar gewandt hätte. Ein römischer Schreiber hätte die Wendungen „Prophet der Wahrheit“, „Menschensöhne“ und „Jesus Christus“ nicht gebraucht. Bei den ersten beiden handelt es sich um hebräische Begriffe, der dritte stammt aus dem Neuen Testament. Der Brief übermittelt uns daher eine Beschreibung Jesu Christi, wie sie die christliche Frömmigkeit verstand.
Aus literatur- und kunstwissenschaftlicher Sicht trägt der Lentulus-Brief eindeutig Merkmale der Renaissance. Der Brief wird daher im Allgemeinen als Pseudepigraphie aus der Zeit der Renaissance oder Protorenaissance (11.–16. Jhd.) angesehen und seine Entstehungszeit fällt frühestens in das 13. Jahrhundert.

## Inhalt
Die Beschreibung Jesu des Lentulus-Briefes:

„Es erschien in diesen Tagen ein sehr tugendhafter Mann namens Jesus Christus, welcher jetzt noch unter uns lebt und von den Heiden als ein Prophet der Wahrheit angesehen, von seinen Jüngern aber Sohn Gottes genannt wird. Er erweckt vom Tode und heilt alle Arten von Krankheiten. Ein mittelgroßer Mann von stattlicher Figur und sehr ehrwürdigem Aussehen, so daß die, die ihn sehen, ihn sowohl lieben als auch fürchten müssen. Sein Haar hat die Farbe einer völlig reifen Haselnuß, bis zu den Ohren beinahe glatt, von da abwärts etwas gelockt über seine Schultern wallend und nach Sitte der Nazarener in der Mitte gescheitelt. Seine Stirn ist offen und glatt, sein Gesicht ohne Flecken und Runzeln, schön, von lieblichem Rot. Nase und Mund sind so geformt, daß nichts daran zu tadeln ist. Der Bart ist wenig stark, in der Farbe zu den Haaren passend, von nicht sehr großer Länge. Seine Augen sind dunkelblau, klar und lebhaft. Sein Körper ist wohlgeformt und straff, seine Hände und Arme sind wohl proportioniert. Im Tadel ist er furchtbar, im Ermahnen freundlich und einnehmend, in der Rede gemäßigt, weise und bescheiden, vermischt mit Würde. Niemand kann sich erinnern, ihn lachen gesehen zu haben, aber viele sahen ihn weinen. Ein Mann, durch eigentümliche Schönheit die Menschenkinder übertreffend.“